# Morze Timor
Morze Timor (port. Mar de Timor, ang. Timor Sea, indonez. Laut Timor) – morze przybrzeżne będące częścią Oceanu Indyjskiego (bywa zaliczane do Oceanu Spokojnego) położone pomiędzy wyspą Timor na północy i Terytorium Północnym w Australii na południu. Od wschodu graniczy z Morzem Arafura. 
Powierzchnia wynosi ok. 615 tys. km², a maksymalna głębokość 3310 m. Zasolenie Morza Timor wynosi 34–35‰.
Pod Morzem Timor odkryto duże złoża ropy naftowej i gazu ziemnego. O prawo do eksploatacji tych zasobów toczy się spór między Australią a Timorem Wschodnim.